# Jim Broyhill
James Thomas "Jim" Broyhill, född 19 augusti 1927 i Lenoir, North Carolina, död 18 februari 2023 i Winston-Salem, North Carolina, var en amerikansk republikansk politiker. Han representerade delstaten North Carolina i båda kamrarna av USA:s kongress, först i representanthuset 1963–1986 och sedan i senaten från juli till november 1986.
Broyhill utexaminerades 1950 från University of North Carolina at Chapel Hill. Han var sedan verksam inom möbelbranschen.
Broyhill blev invald i representanthuset i kongressvalet 1962. Han omvaldes elva gånger. Senator John Porter East begick 1986 självmord och Broyhill blev utnämnd till senaten. Han förlorade senatsvalet 1986 mot demokraten Terry Sanford.